# Друштвени положај
Друштвени положај или социјални статус је положај који појединац заузима у одређеној друштвеној групи или друштвеној структури, захваљујући свом пореклу, економској моћи или личним способностима и образовању. Друштвени положај одређује вредности, права, моћ и карактеристично понашање људи, које укључује одређене норме и ограничења, што се изражава одговарајућим симболима.
У социометријском истраживању друштвени положај означава положај појединца у групи који је одређен ставовима свих чланова према њему. Уколико је појединац добио повећани број чланова групе, његов социометријски статус је већи.